# Franz Malec
Franz Malec (n. 1939) és un paleontòleg alemany, notable pel seu treball en el camp de la mastologia i l'entomologia. El seu interessos se centren en els petits mamífers i en l'estudi dels pterigots.
Durant les dècades del 1960 i el 1970 va treballar amb altres paleontòlegs alemanys coneguts com a Tobien, Storch i Dieter Kock. En canvi, a partir de la dècada del 1980 va començar a treballar més per lliure i a centrar-se en els insectes fòssils. Actualment treballa al Naturkundemuseum im Ottoneum Kassel, on és el conservador de la col·lecció zoològica des del 1977 i director des del 1984.